# Nikolai Nikolajewitsch Sokolow
Nikolai Nikolajewitsch Sokolow (russisch Николай Николаевич Соколов, engl. Transkription Nikolay Sokolov; * 28. August 1930 in Wasjunino bei Wologda; † 2009) war ein russischer Leichtathlet, der für die Sowjetunion antrat. Er wurde 1960 Olympiazweiter im 3000-Meter-Hindernislauf.
1957 und 1959 belegte Sokolow jeweils den dritten Platz bei den sowjetischen Meisterschaften. Am 26. Juni 1960 fand in Tula ein Leichtathletikländerkampf zwischen Polen und der Sowjetunion statt. Im Hindernislauf siegte Zdzisław Krzyszkowiak mit neuem Weltrekord von 8:31,4 Minuten vor Sokolow in 8:32,4 Minuten, damit lag Sokolow zu diesem Zeitpunkt an dritter Stelle hinter Krzyszkowiak und dessen Landsmann Jerzy Chromik. Bei der sowjetischen Meisterschaft 1960 siegte Sokolow vor Semjon Rschischtschin und Alexei Konow. Die ersten vier Läufer lagen nur eine Sekunde auseinander; Wladimir Jewdokimow, der in Tula noch als zweiter sowjetischer Läufer angetreten war, verpasste als Vierter der Meisterschaft trotz einer Zeit von 8:37,4 Minuten die Olympiaqualifikation. Bei den Olympischen Spielen in Rom qualifizierten sich die drei sowjetischen Läufer für das Finale. Konow sorgte von Beginn an für ein hohes Tempo, um seine tempoharten Landsleute vor möglichen Spurtentscheidungen zu schützen, gegen Zdzislaw Krzyszkowiak half dieses Mittel allerdings wenig. Mit zwei Sekunden Rückstand auf den Polen gewann Sokolow in 8:36,4 Minuten die Silbermedaille vor Rschischtschin. 
1961 und 1962 siegte jeweils Konow bei der sowjetischen Meisterschaft, dahinter wechselten sich Jewdokimow und Sokolow auf den Medaillenplätzen ab. Bei den Europameisterschaften 1962 in Belgrad erreichten erneut alle drei sowjetischen Läufer das Finale. Dort sorgte der Belgier Gaston Roelants für ein hohes Tempo und gewann am Ende sicher vor dem Rumänen Zoltan Vamoș, Sokolow erkämpfte in 8:40,6 Minuten die Bronzemedaille. 
Sokolow war dreimal an Weltrekorden anderer Hindernisläufer beteiligt. 1960 lief er als Zweiter hinter Zdzisław Krzyszkowiak die schnellste Zeit seiner Karriere. Im Mai 1961 stellte der Ukrainer Hryhorij Taran bei einem innersowjetischen Vergleichswettkampf in Kiew mit 8:31,2 Minuten einen neuen Weltrekord auf, in diesem Rennen belegte Sokolow den dritten Platz in 8:40,2 Minuten. Nachdem Sokolow 1963 seinen zweiten sowjetischen Meistertitel gewonnen hatte, startete er am 7. September 1963 in Löwen, der Heimatstadt von Gaston Roelants. Roelants blieb in 8:29,6 Minuten als erster Läufer unter 8:30 Minuten; Sokolow belegte in diesem Rennen mit 17 Sekunden Rückstand den zweiten Platz.
Bei einer Körpergröße von 1,71 m betrug sein Wettkampfgewicht 62 kg.